# Trebor
Trebor foi um compositor medieval.
Sua origem provavelmente era francesa e sua vida é obscura, sendo ativo entre c. 1380 e c. 1400. Aparentemente é a mesma pessoa que assinou algumas composições como Jehan Robert, Trebol, Tribolet e Borlet. Sabe-se apenas que trabalhou para os condes de Foix e os reis de Aragão, mas é incerto se chegou a fixar residência na corte de Foix. Sua música, associada ao estilo Ars subtilior, fazia parte da vanguarda, e parece claro que foi um artista de significativo renome em seu tempo. A maioria das poucas obras de sua autoria que chegaram aos dias de hoje, todas elas canções polifônicas, foi preservada no Codex de Chantilly, um dos mais importantes manuscritos da Ars subtilior, e sua música era bem conhecida na corte de Avinhão, na época o mais importante centro musical da Europa. Hoje é visto como um dos principais compositores da escola subtilior.